# 桑畑絹子
桑畑 絹子（くわはた きぬこ、1975年 - ）は、日本の脚本家。岩手県出身。代々木アニメーション学院卒。2003年からフリーで活動している。

## 主な作品

### 小説
- おんなじカンジ! （2008年7月、イラスト：じじ、著：桑畑絹子、菜の花すみれ）
- The end of Magic ジ・ゴ・ク・ノ・シ・シ・ャの呪い（2010年、原案：AMRジョージ、著：桑畑絹子、イラスト：玉里栄二）
- The end of Magic シ・ニ・ガ・ミのいけにえ（2010年7月、原案：AMRジョージ、著：桑畑絹子、イラスト：玉里栄二）

### 漫画
- 天狗陰陽道（2008年11月、著：桑畑絹子、笠井あゆみ）

### アニメ
脚本
- おじゃる丸
  - 第7シリーズ（8、44、48、49、52、64）
  - 第8シリーズ（53、67、74、85）
  - 第9シリーズ（3、12、14、18、26、32、38、46、50、71、73、80、82）
  - 第10シリーズ（8、20、30、49）
- しゅごキャラ!!どきっ（60、65、70、75、80、87、96）
- 蟲師（1、5、9、12、15、20、22、23、26）
- 今日からマ王!（23、28、32、36）
- 魔法遊戯（16、18、21）
- レジェンズ 甦る竜王伝説

設定制作
- 破邪巨星Gダンガイオー
- 学級王ヤマザキ
- 今、そこにいる僕